# Citadelle de Spandau
Ne doit pas être confondu avec Prison de Spandau.
La citadelle de Spandau est une fortification bastionnée construite dans la seconde moitié du XVIe siècle, dans les environs de Berlin.
Elle est accessible par la station Zitadelle du métro de Berlin.

## Contexte historique
Joachim II, électeur de Brandebourg, règne sur un petit État du Saint-Empire romain germanique. Voulant asseoir son autorité, il se fait bâtisseur. Il fait construire un pavillon de chasse en 1542, le pavillon de chasse de Grunewald à Berlin, puis le château de Köpenick (SchlossesKöpenick) en 1558, et enfin la citadelle de Spandau. Ces différentes constructions ruinent de façon durable les finances de l'État de Brandebourg. À son décès, Joachim II laisse une dette de 2,5 millions de florins.

## Construction et aménagements
La citadelle de Spandau est le plus ancien bâtiment construit à Berlin. La forteresse fut érigée par l'architecte vénitien Francesco Chiaramella Gandino (de) en 1559, sur l'ordre de Joachim II Hector à l'emplacement d'une forteresse médiévale. Elle fut achevée en 1594 par l'architecte Rocco Guerrini, qui lui succèdera. Élevée sur une île, à la confluence de la Havel et de la Spree, elle était destinée à protéger la ville de Spandau. La citadelle est une fortification dite « à l'italienne », en raison de l’absence de bastille ronde. De plan carré, elle est composée de quatre bastions en pointe à chaque angle.

## Affectations successives
Durant son histoire, elle connut plusieurs usages : fabrique de munitions pendant la Guerre de Trente Ans, elle servit de laboratoire d’élaboration de gaz de défense lors de la Seconde Guerre mondiale. On confond parfois la citadelle avec la prison de Spandau qui était située à trois kilomètres, et qui fut le lieu d'incarcération des derniers dignitaires nazis. La prison a été démolie en 1987.
Dans le bâtiment le plus important, la tour Julius (Juliusturm) datant du XIIe siècle, se trouvait une partie du trésor de guerre (5 milliards de francs or) acquis durant le conflit contre la France en 1870, qui fut restitué en 1919. Ce donjon construit sous Albert l'Ours constitue la partie la plus ancienne de la citadelle. Ces dernières années un musée, puis en 1950 une école professionnelle, ont occupé ses locaux jusqu'en 1986. 
La citadelle est toujours une attraction touristique très populaire et en été des festivals de musique en plein air y ont lieu.

## Utilisation comme prison
La citadelle a servi à plusieurs reprises de prison pour les prisonniers d'État prussiens. Certains prisonniers célèbres sont:
- 1668 : Eberhard von Danckelman (de), premier ministre
- 1702 : Benjamin Raule (de), directeur général et fondateur de la flotte brandebourgeoise
- 1707 : Johann Sigismund von Schlund (de), colonel et commandant du corps d'artillerie prussien
- 1719 : Clément, fraudeur hongrois à la cour royale
- 1733 : Georg Christoph von Natzmer, plus tard major général prussien
- 1749 : Christopher Heinrich von Kursell, futur lieutenant général russe
- 1766 : le conseiller secret des finances Erhard Ursinus (de), bras droit du roi en matière de fabrication et de commerce
- 1782 : Friedrich Christoph von Görne (de), ministre d'État prussien
- 1809 : Bonaventura von Rauch, général de division prussien et vice-commandant de la forteresse de Stettin
- 1811 : Alexander Heinrich von Thile, lieutenant général prussien et gouverneur de Breslau
- 1821 : Friedrich Ludwig Jahn, père de la gymnastique Jahn
- 1828 : Ludwig Rellstab, poète, journaliste et critique de théâtre
- 1844 : Heinrich Ludwig Tschech (de), a commis une tentative d'assassinat sur Frédéric-Guillaume IV, exécuté à la hache le 14 décembre 1844

## Gouverneurs
- Jusqu'en 1572 : Joachim von Roebel (de)
- 1572-1575 : Zacharie von Roebel (de)
- 1580-1593 : Dietrich von Holzendorf
- 1593-1596 : Comte Rochus zu Lynar
- à partir de 1598 : Adam Gans Edler zu Putlitz (de)
- jusqu'à 1610 : Casimir zu Lynar
- 1610-1631 : Johann Georg von Ribbeck l'Ancien (de)
- 1631-1634 : Occupation suédoise
- 1634-1647 : Johann Georg von Ribbeck l'Ancien
- 1647-1666 : Johann Georg von Ribbeck le Jeune (de)
- 1666-1669 : Albrecht Christoph von Quast (de)
- 1669-1671 : Adam von Pfuel (de)
- 1671-1678 : Adolph von Goetze (de)
- 1677-1684 : Hans Adam von Schöning
- 1684-1691 : Hans Albrecht von Barfus (de)
- 1691-1694 : Nikolaus von Below (de)
- 1694-1705 : Carl von Lottum
- 1705-1713 : Johann Georg von Tettau (de)
- 1713-1723 : Johann Sigmund von Schwendy (de)
- 1723-1732 : David Gottlob von Gersdorf (de)
- 1732-1747 : Frédéric-Guillaume II de Schleswig-Holstein-Sonderbourg-Beck
- 1747-1766 : Gustav Bogislav von Münchow
- 1766-1776 : Johann Albrecht von Bülow (de)
- 1776-1780 : comte Johann Ludwig von Hordt (de)
- 1780-1784 : Henning Alexander von Kleist (de)
- 1784-1798 : Ernst Ludwig von Pfuhl (de)
- 1803-1806 : Johann Leopold von Thadden (de)
- 1806-1808 : Occupation française
- 1808-1812 : August von Thümen

Source: Otto Kuntzemüller (de): Urkundliche Geschichte der Stadt und Festung Spandau, Berlin-Spandau 1928

## Galerie

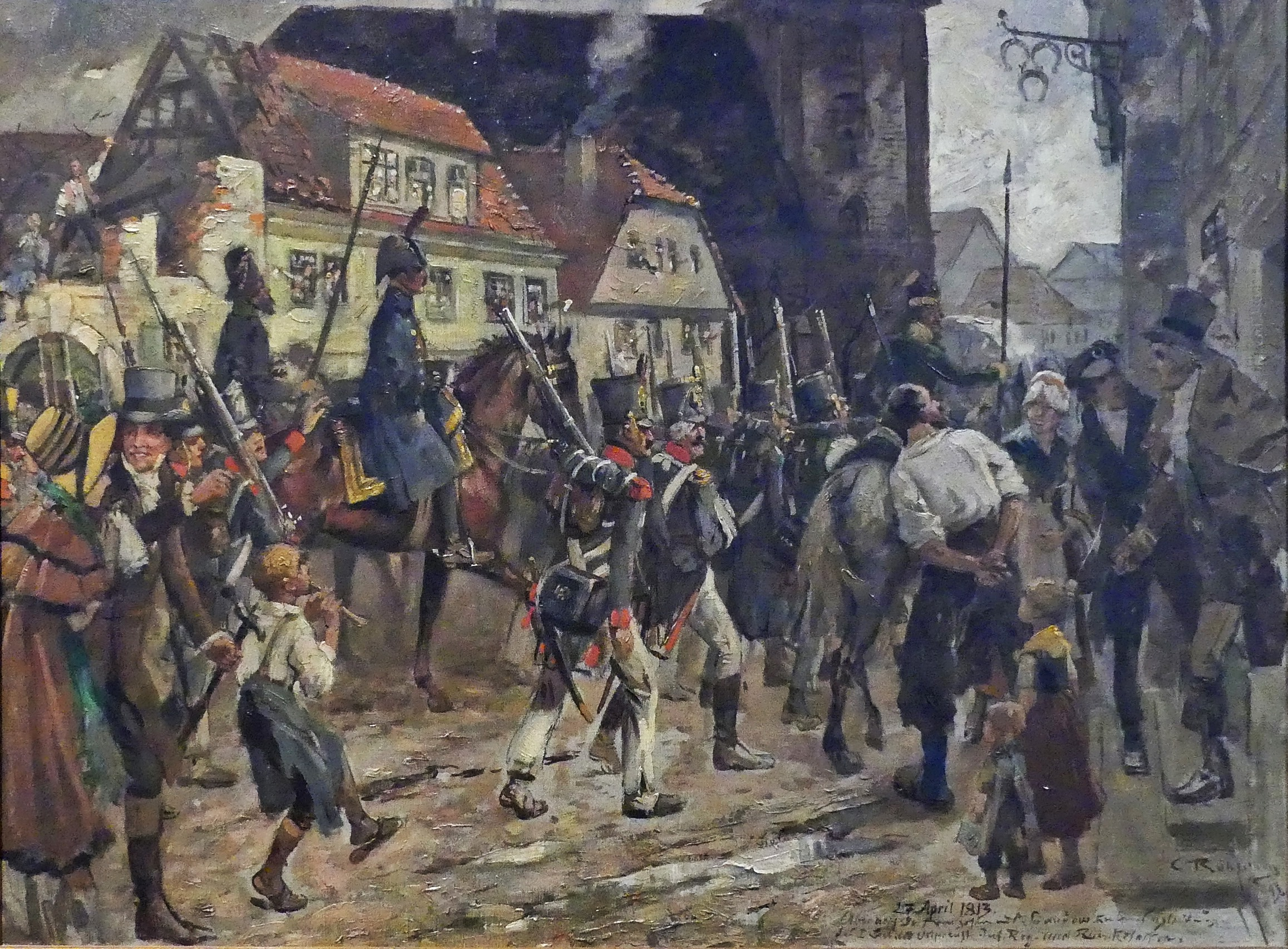
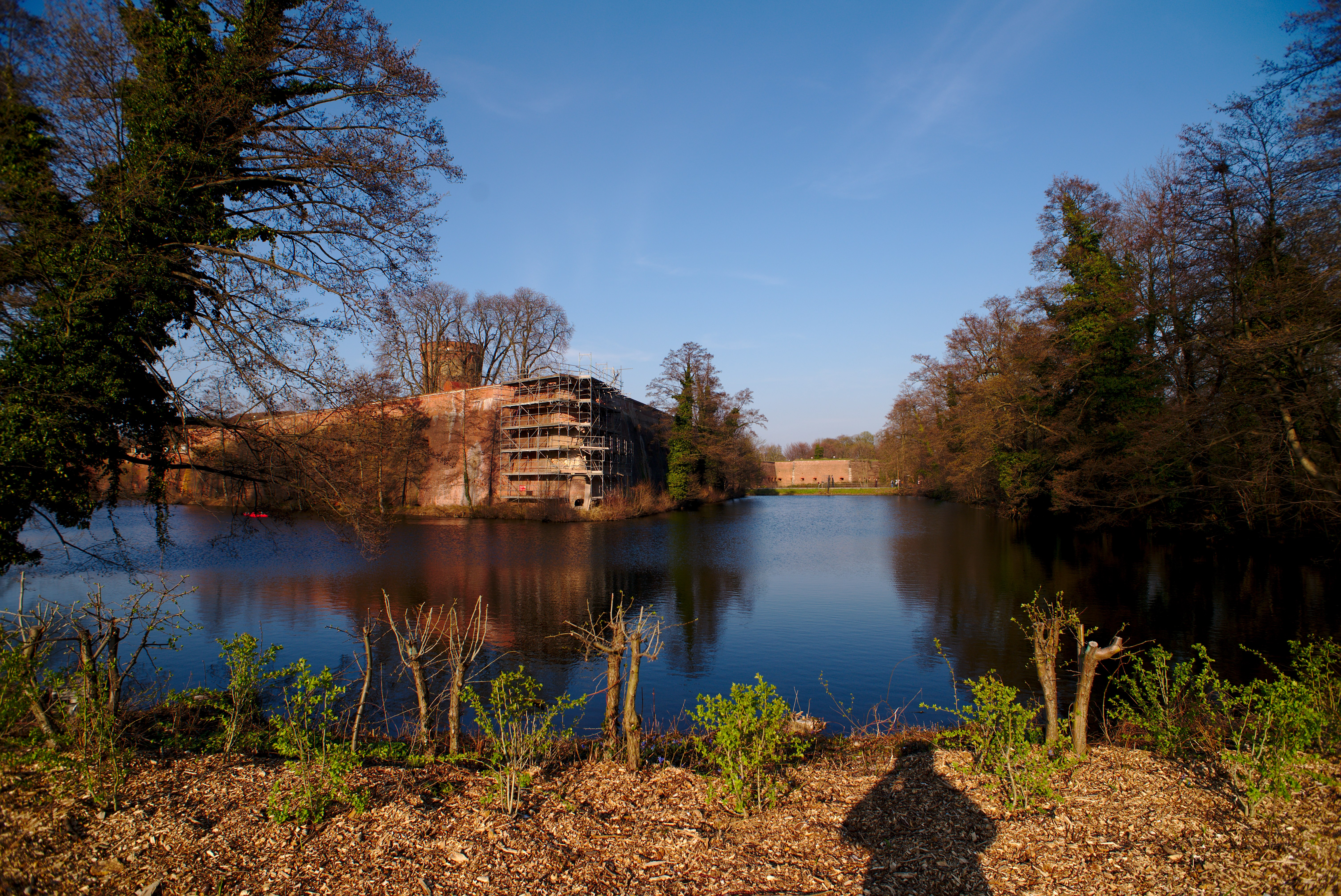
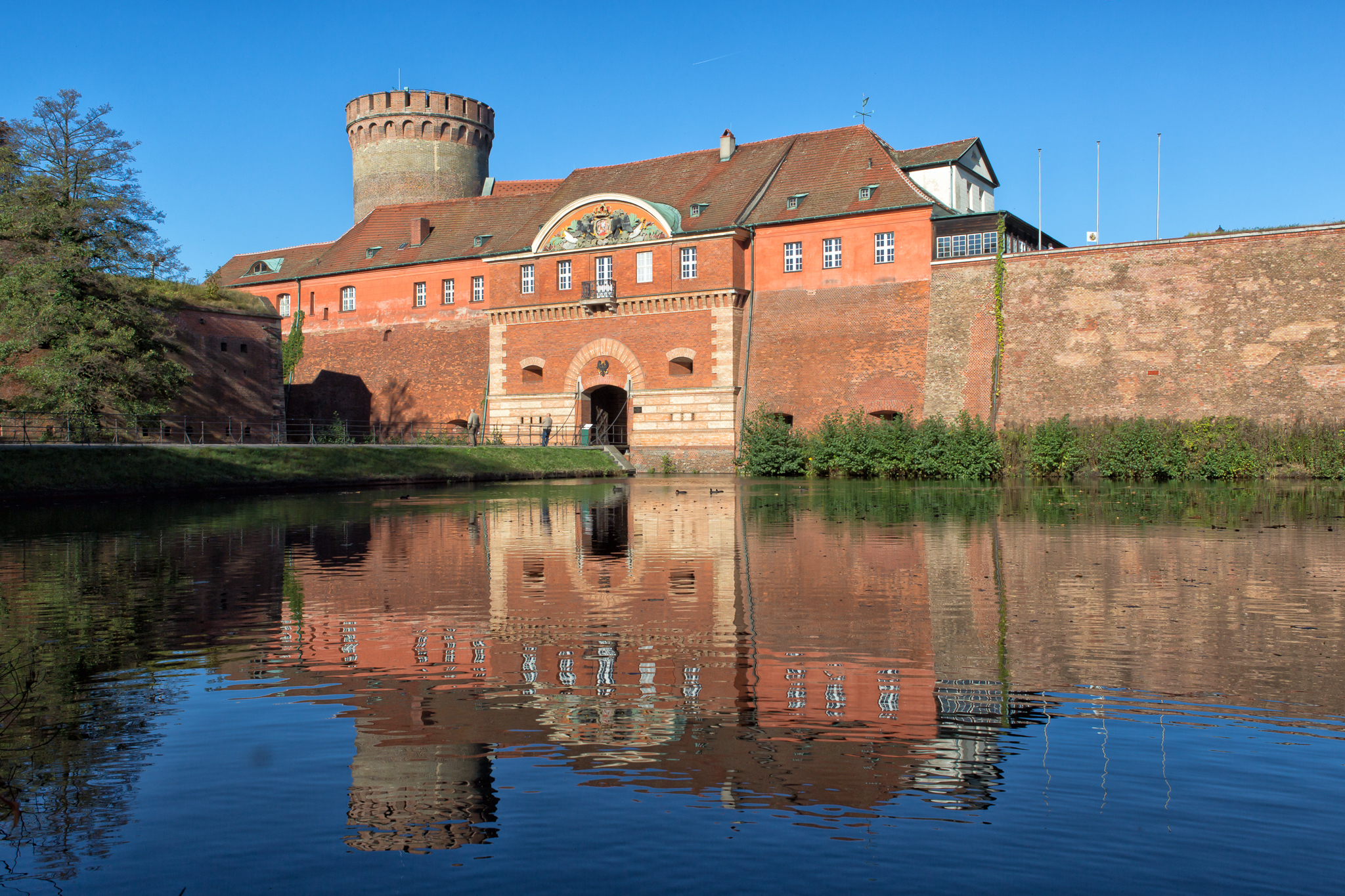
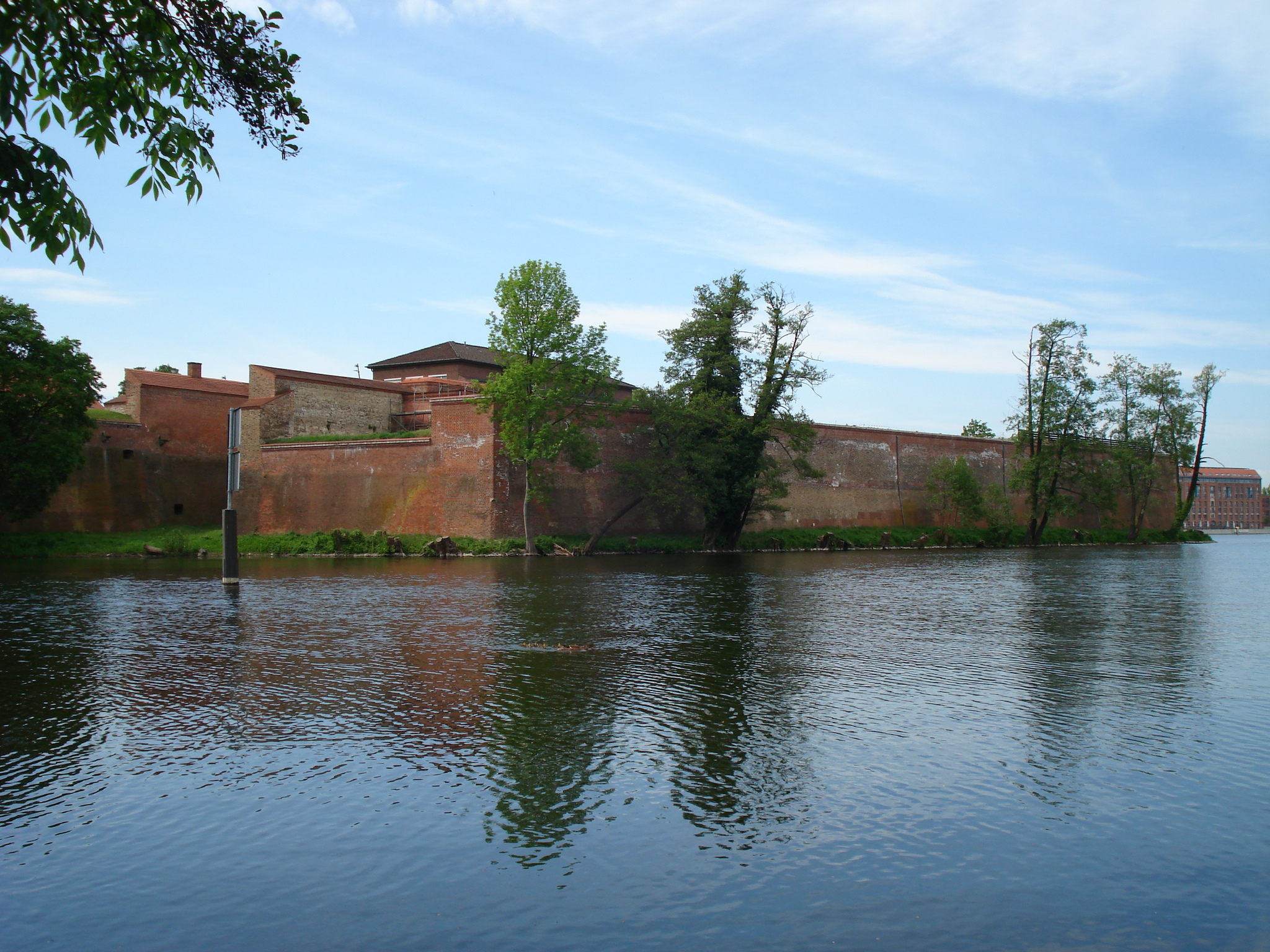
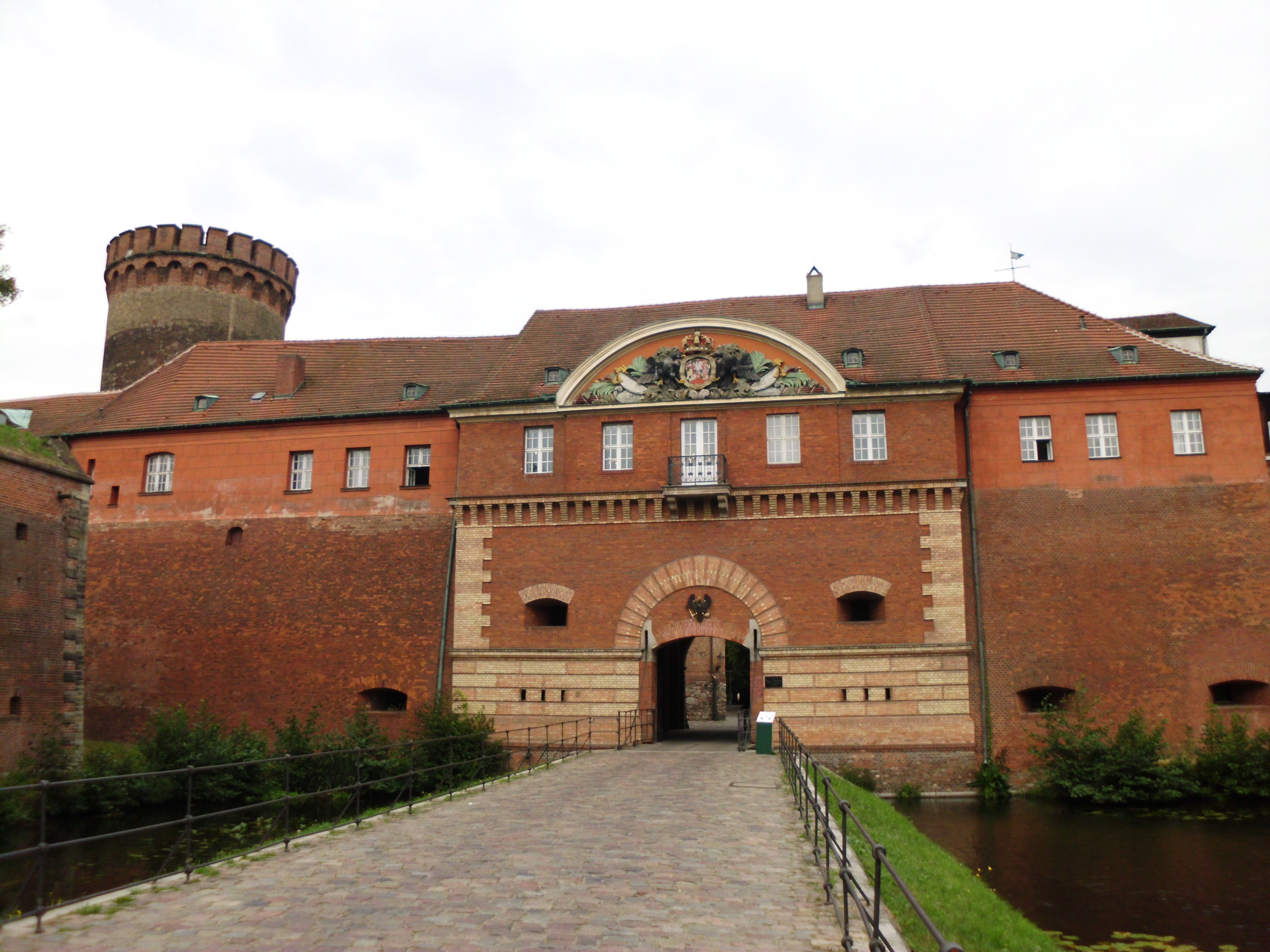
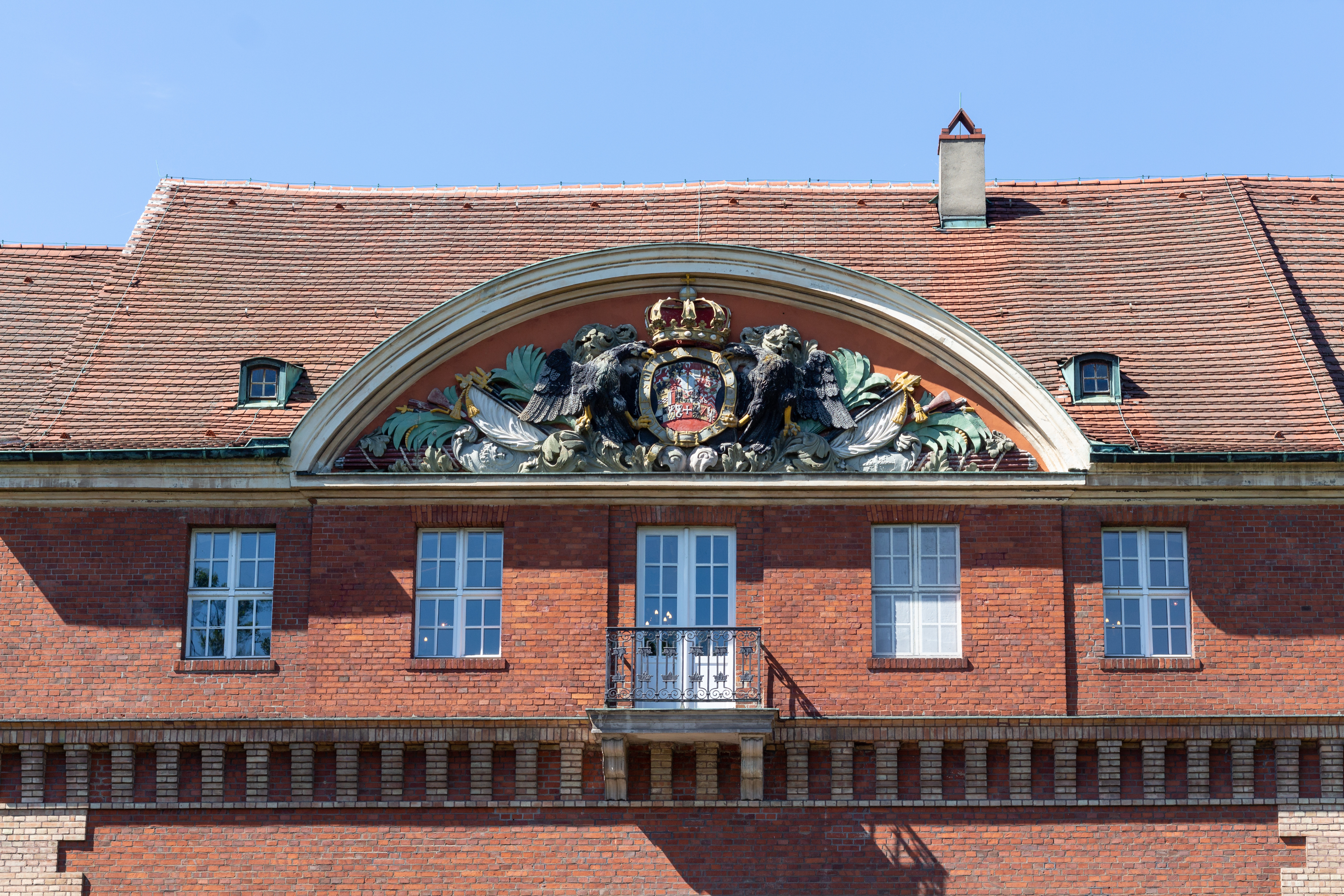
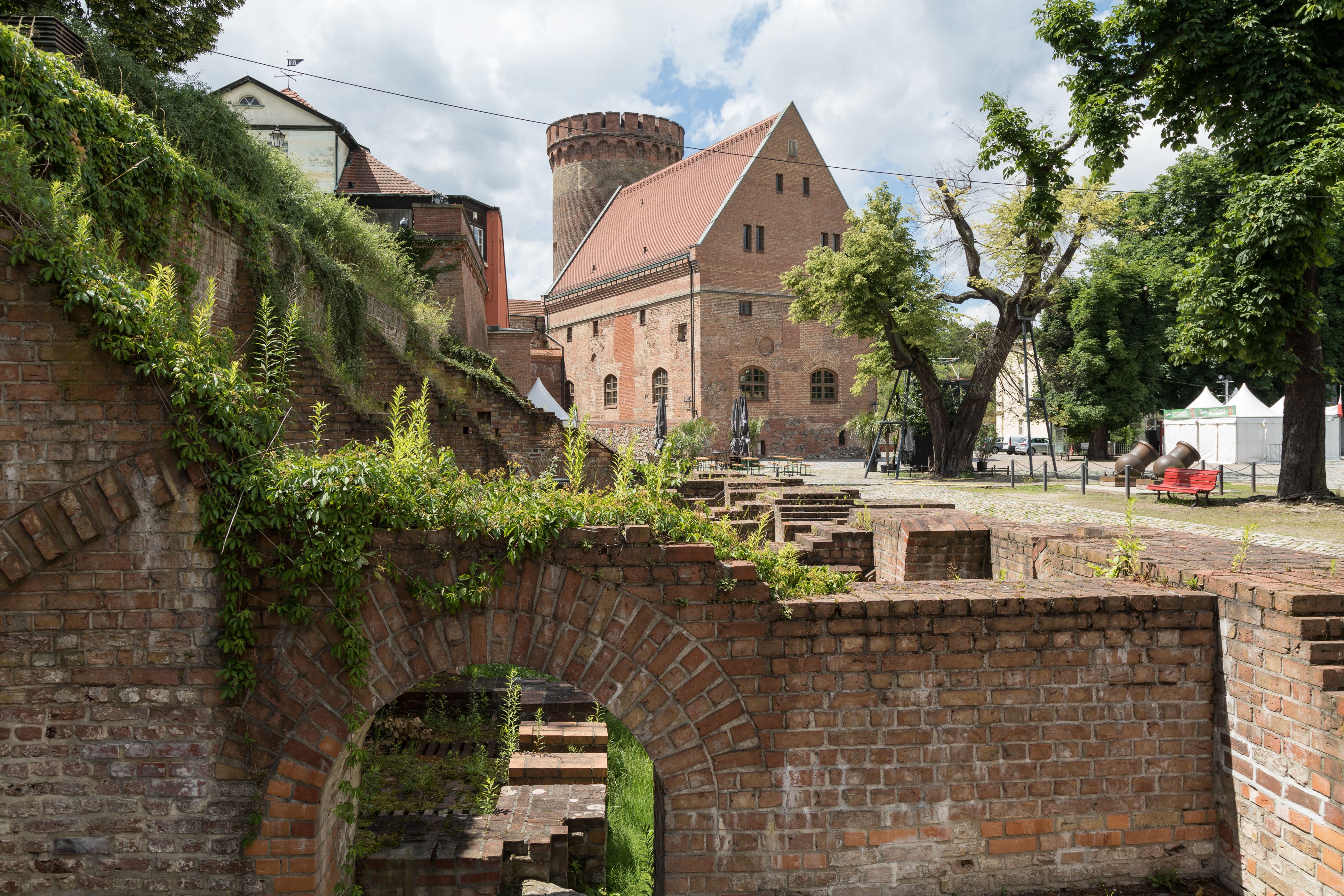
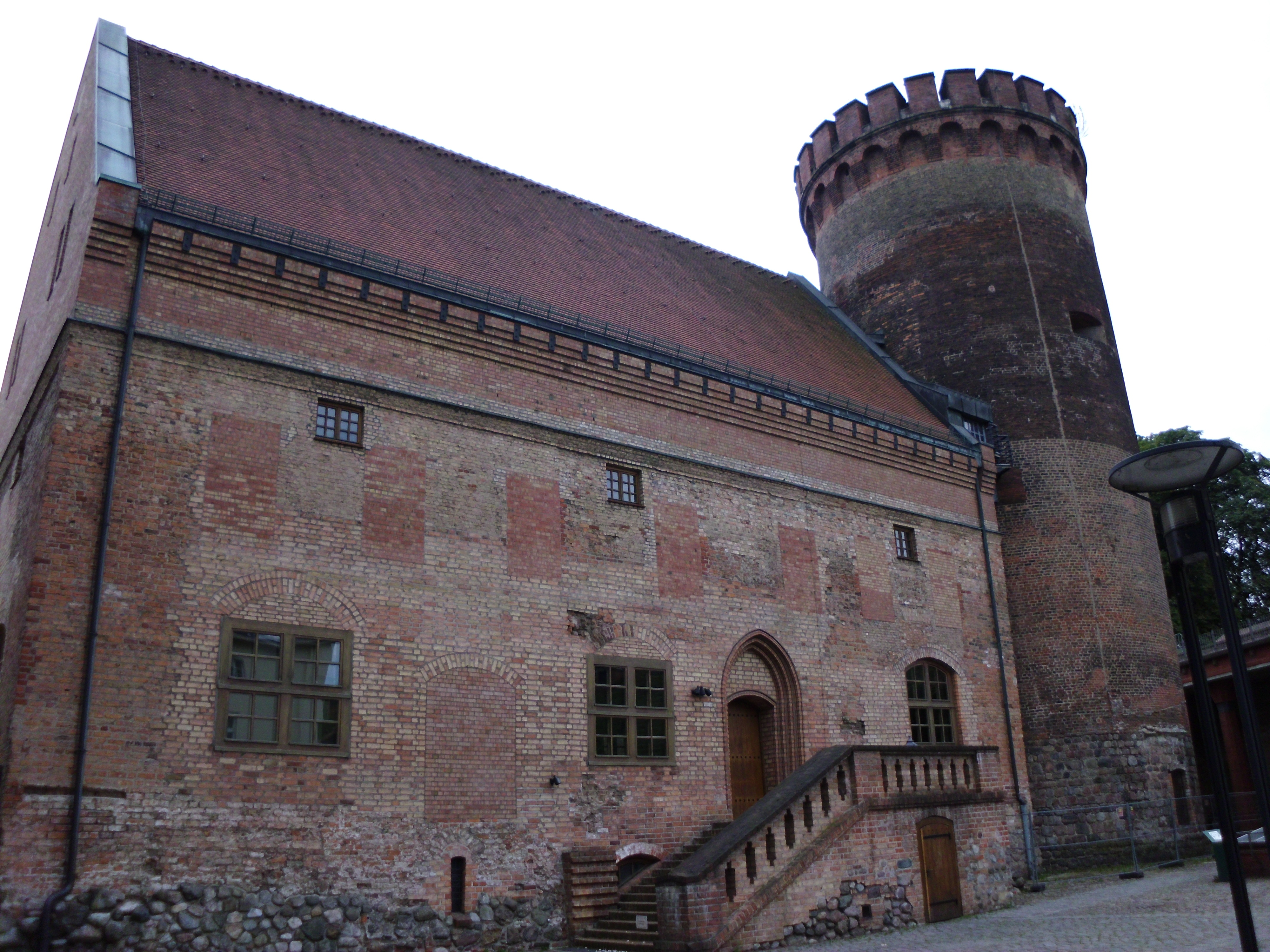
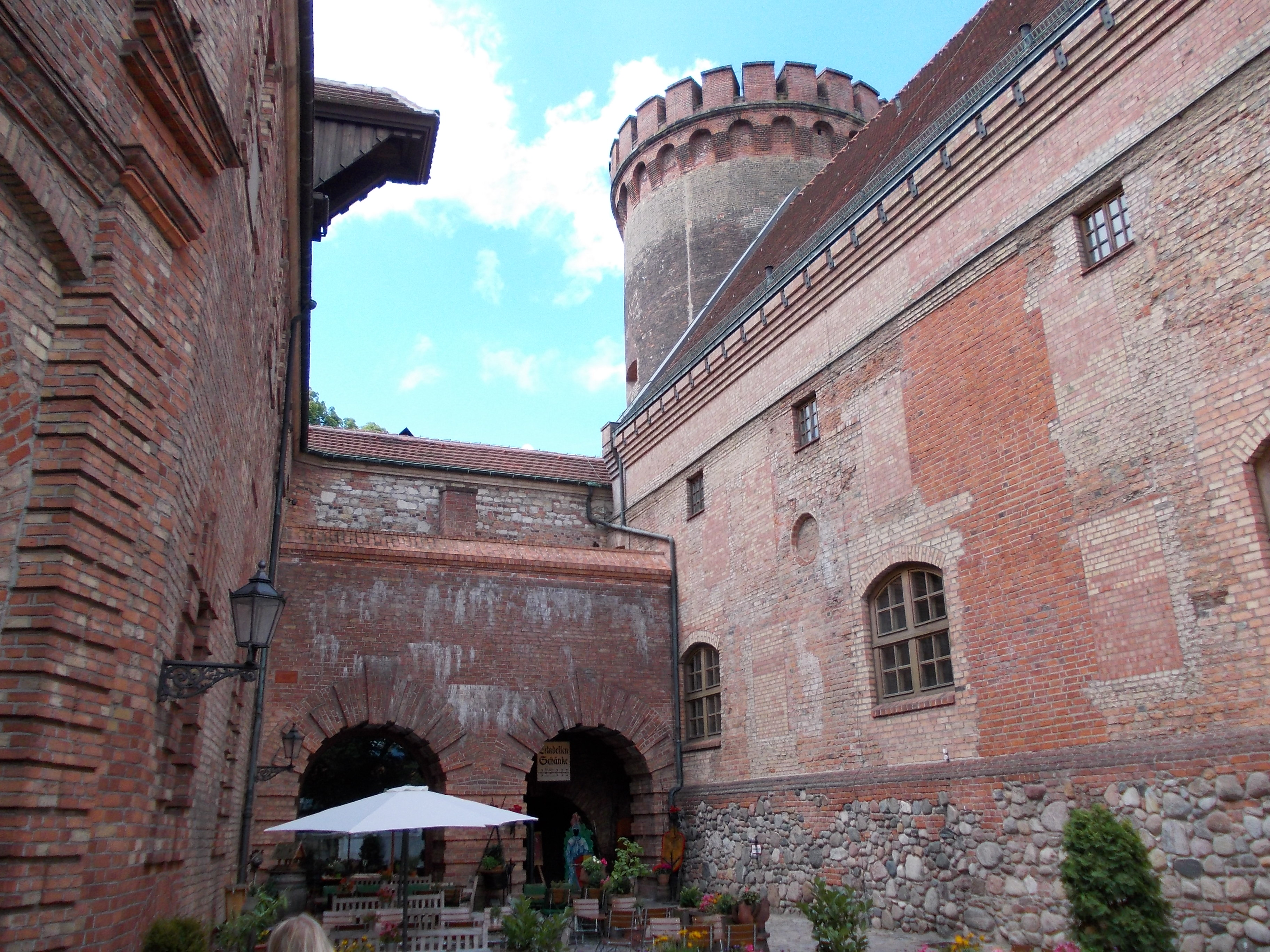
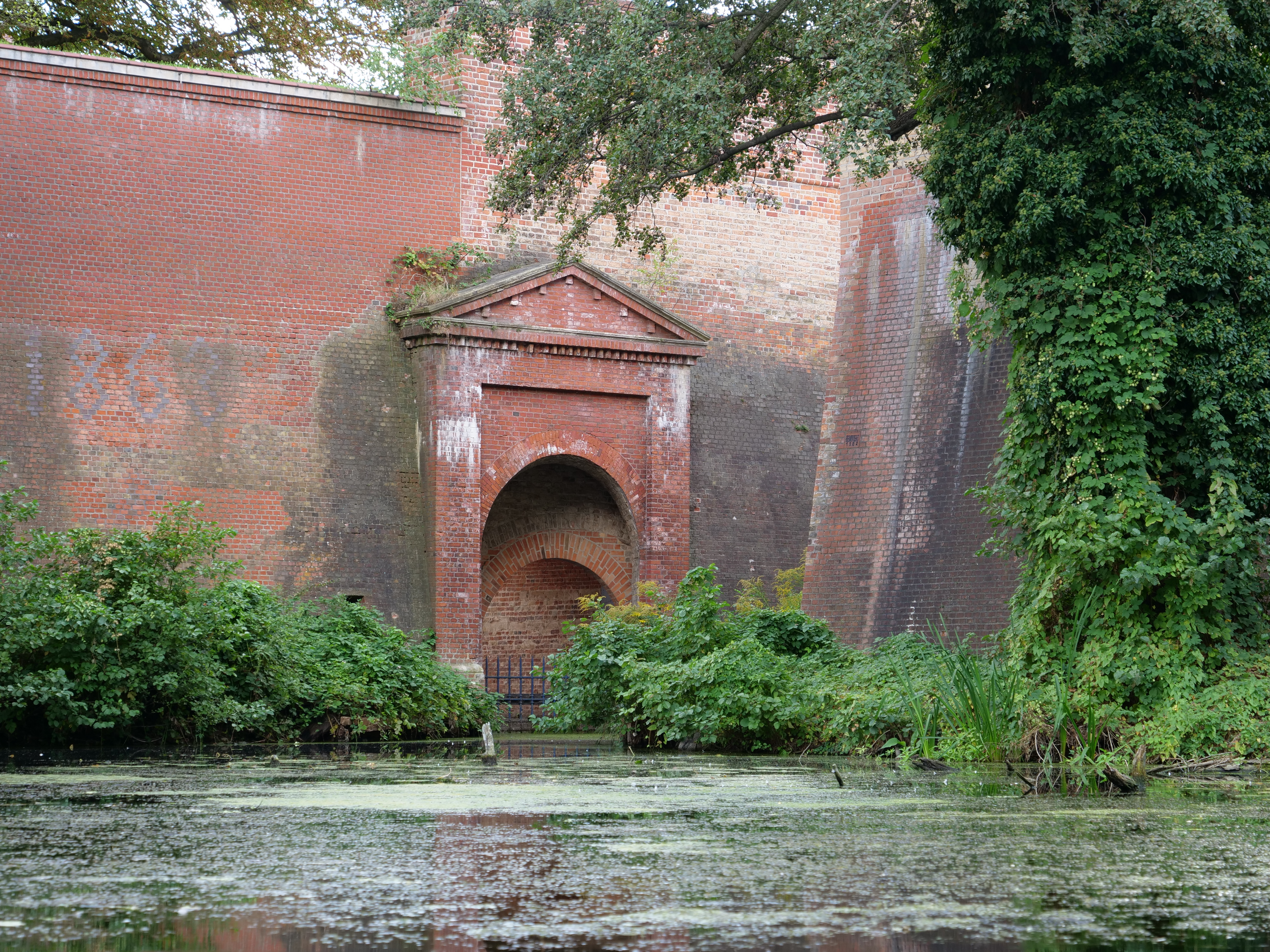
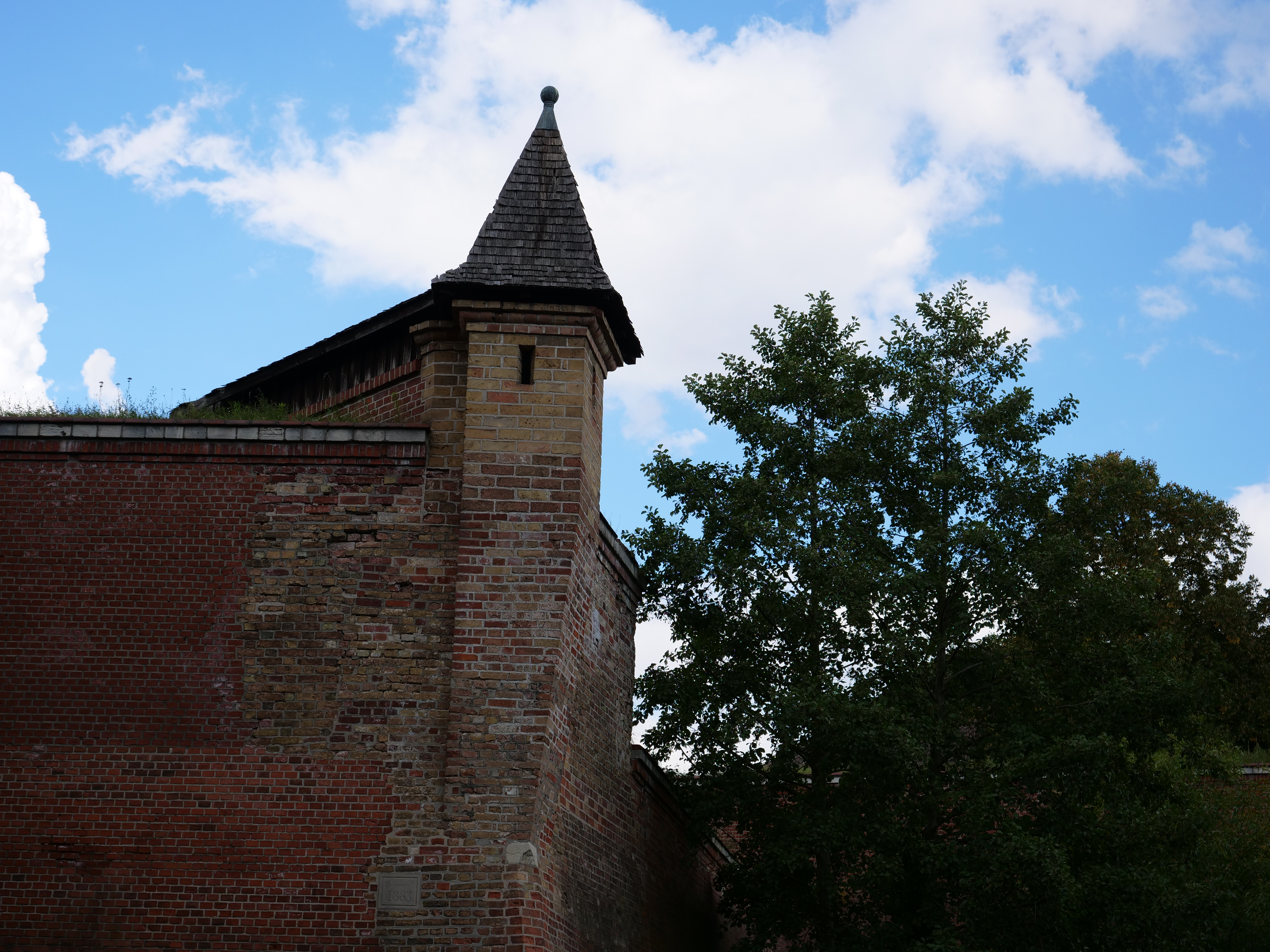
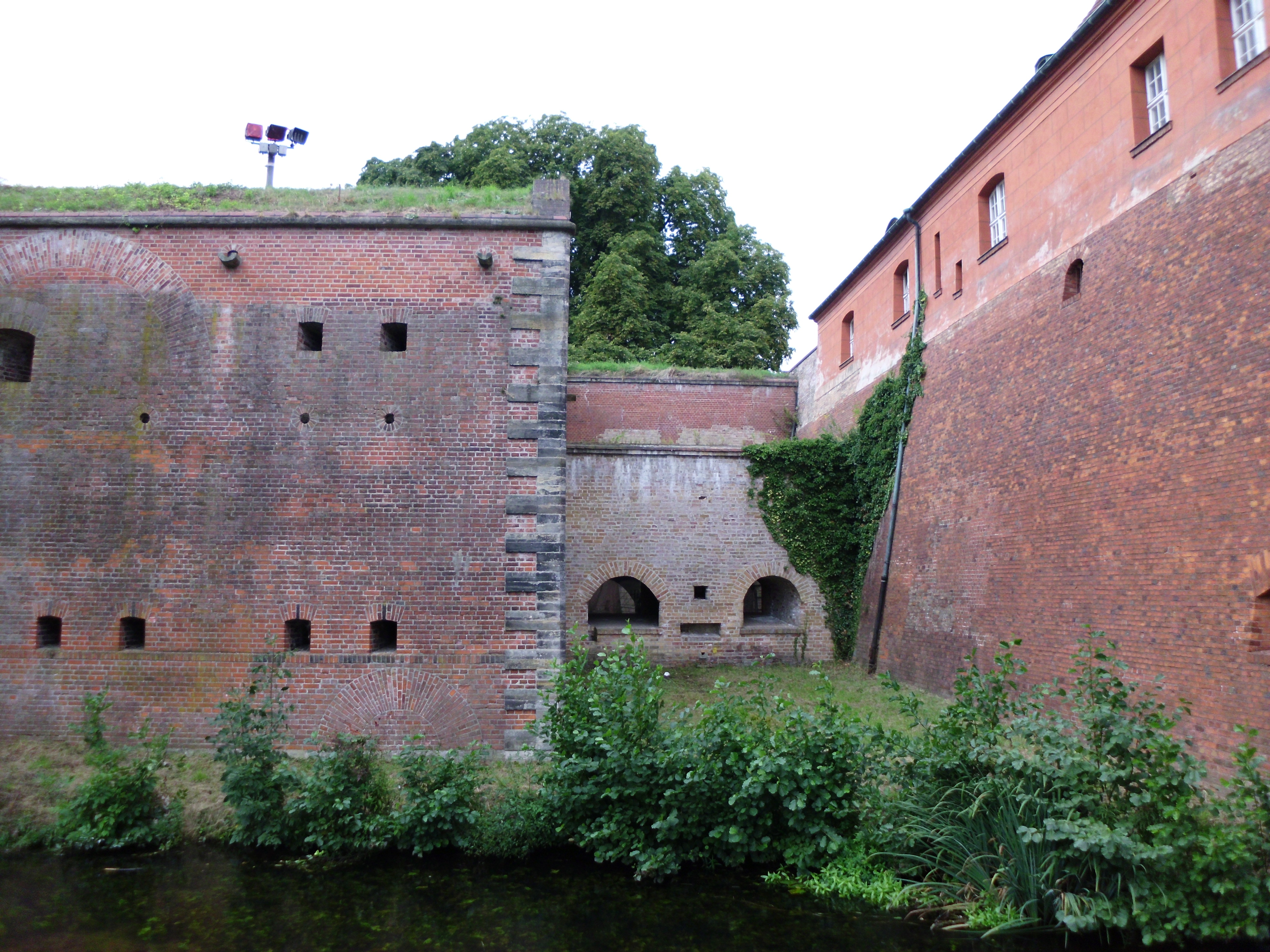
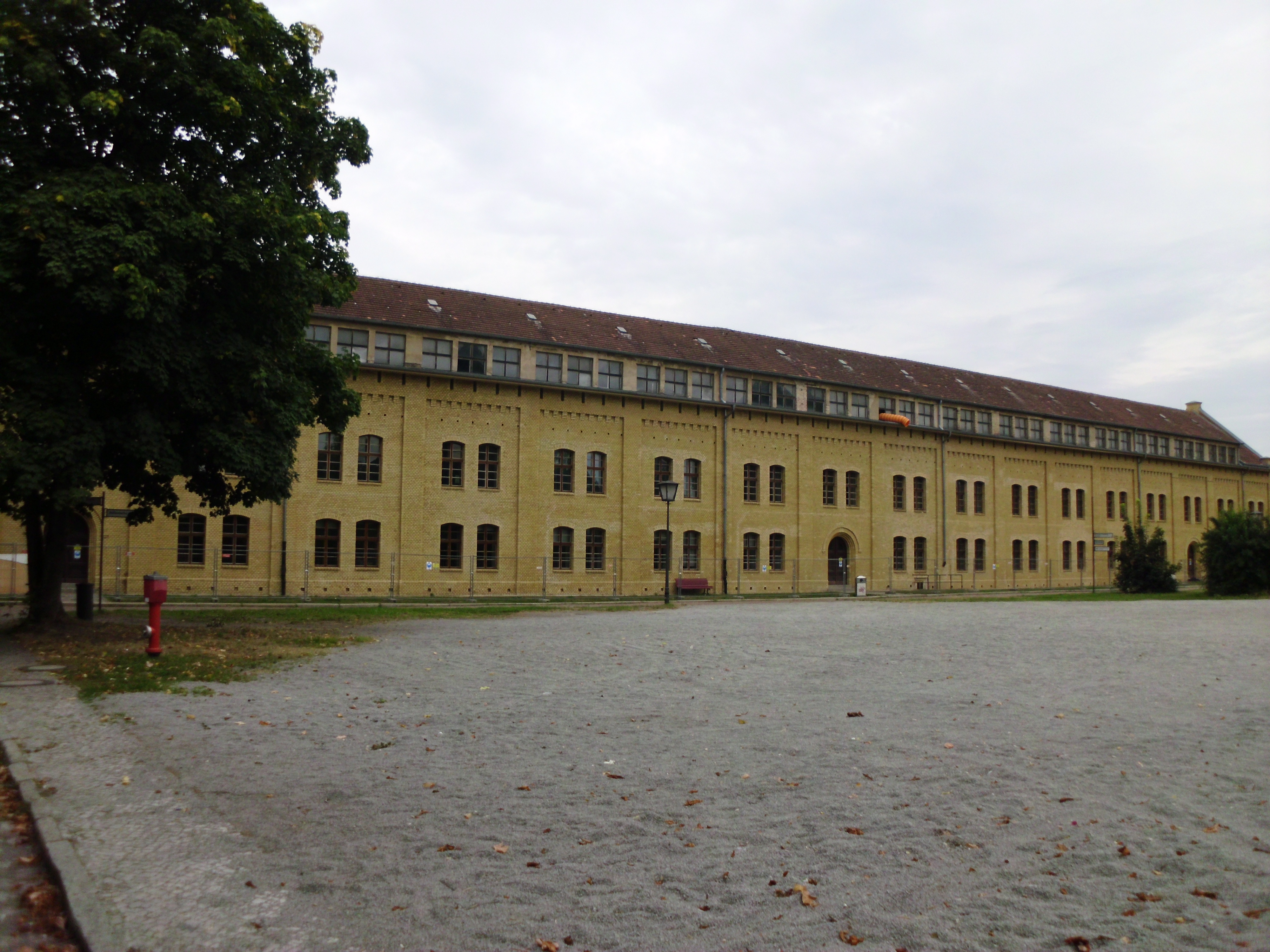
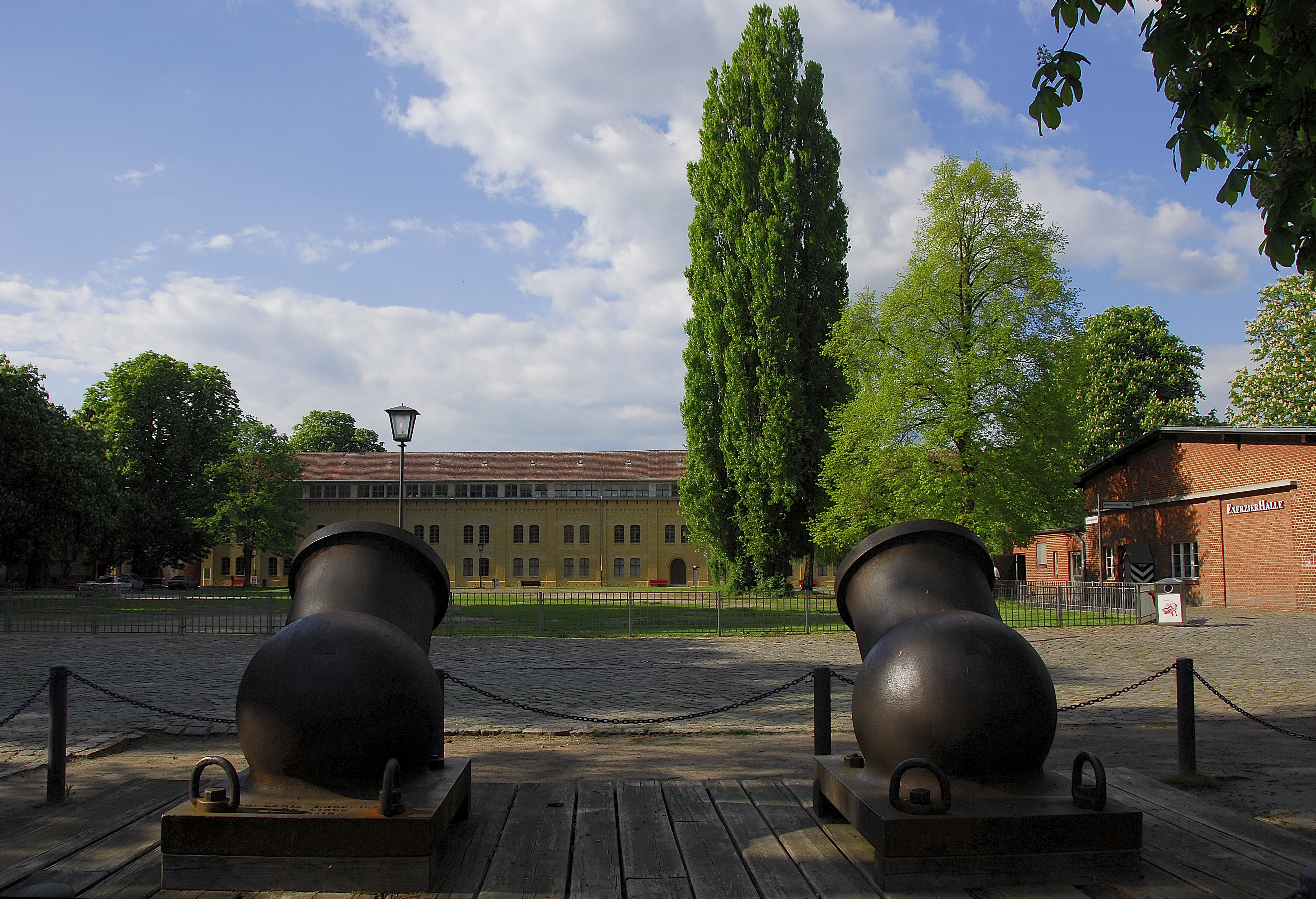
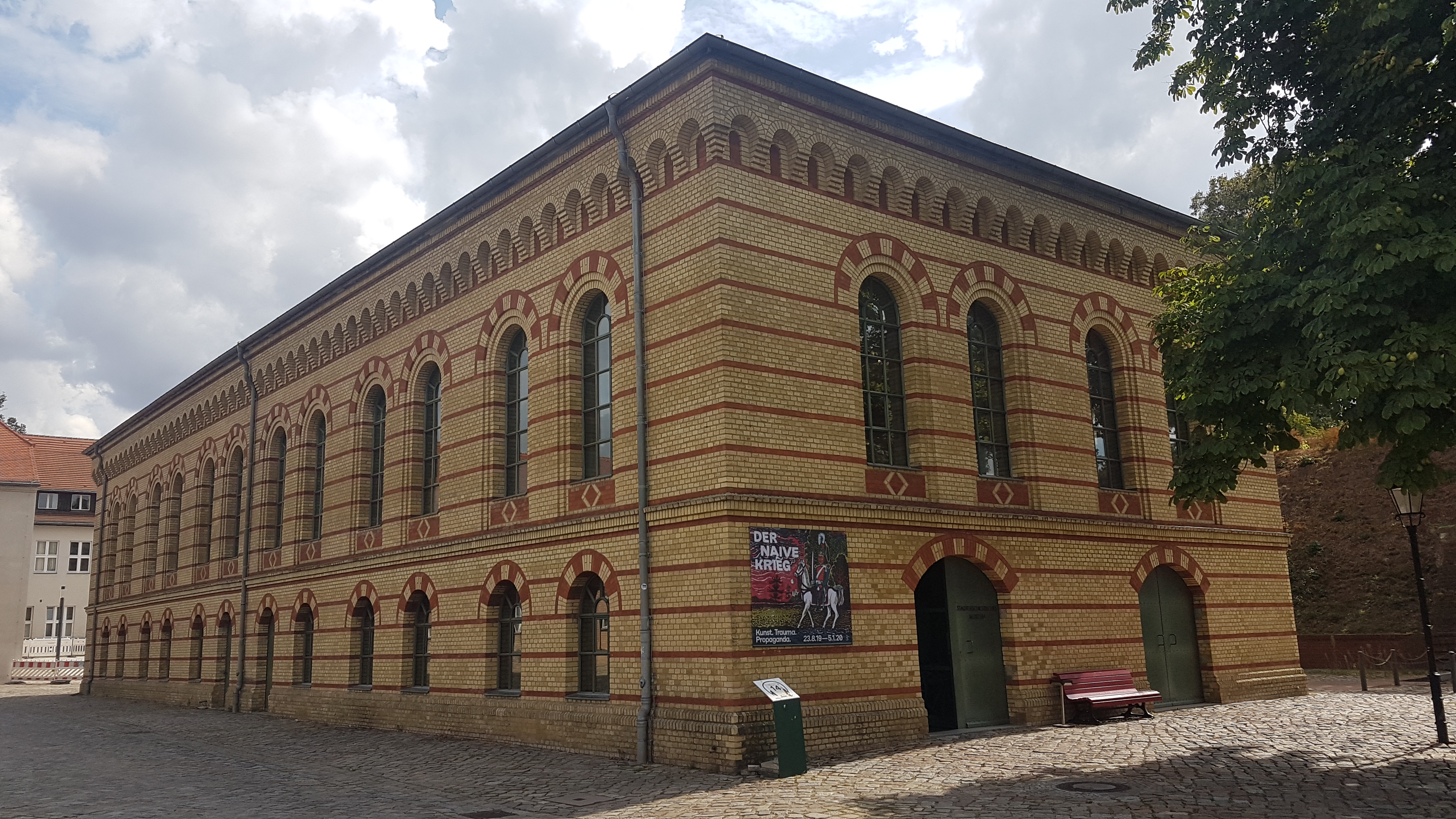
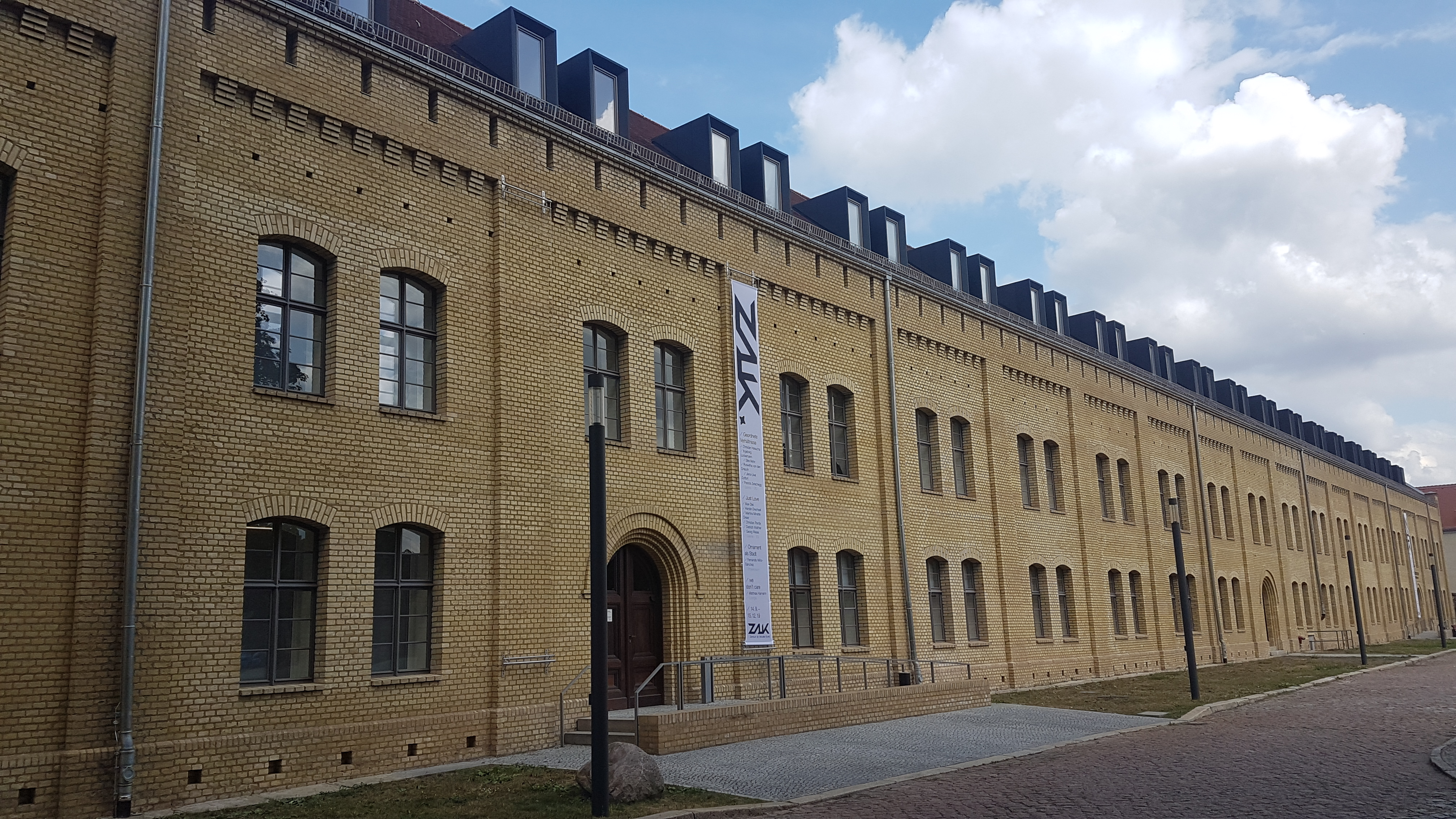
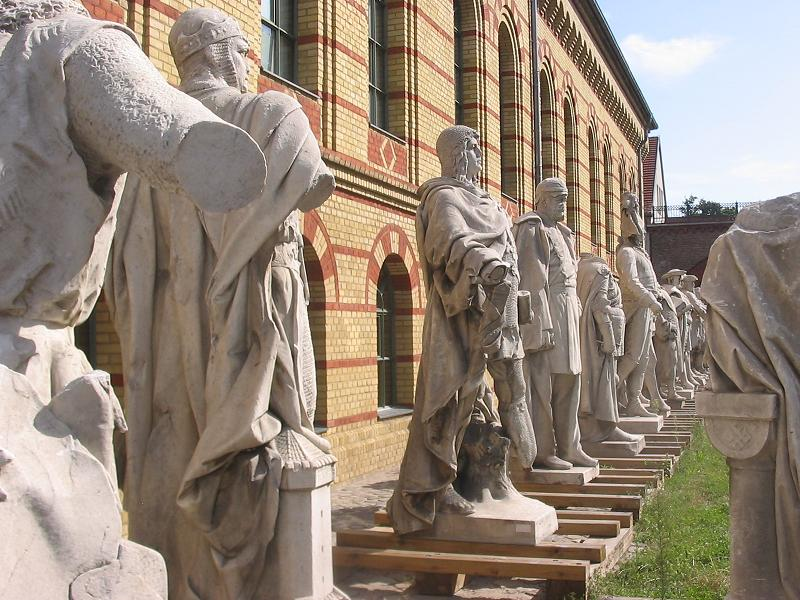
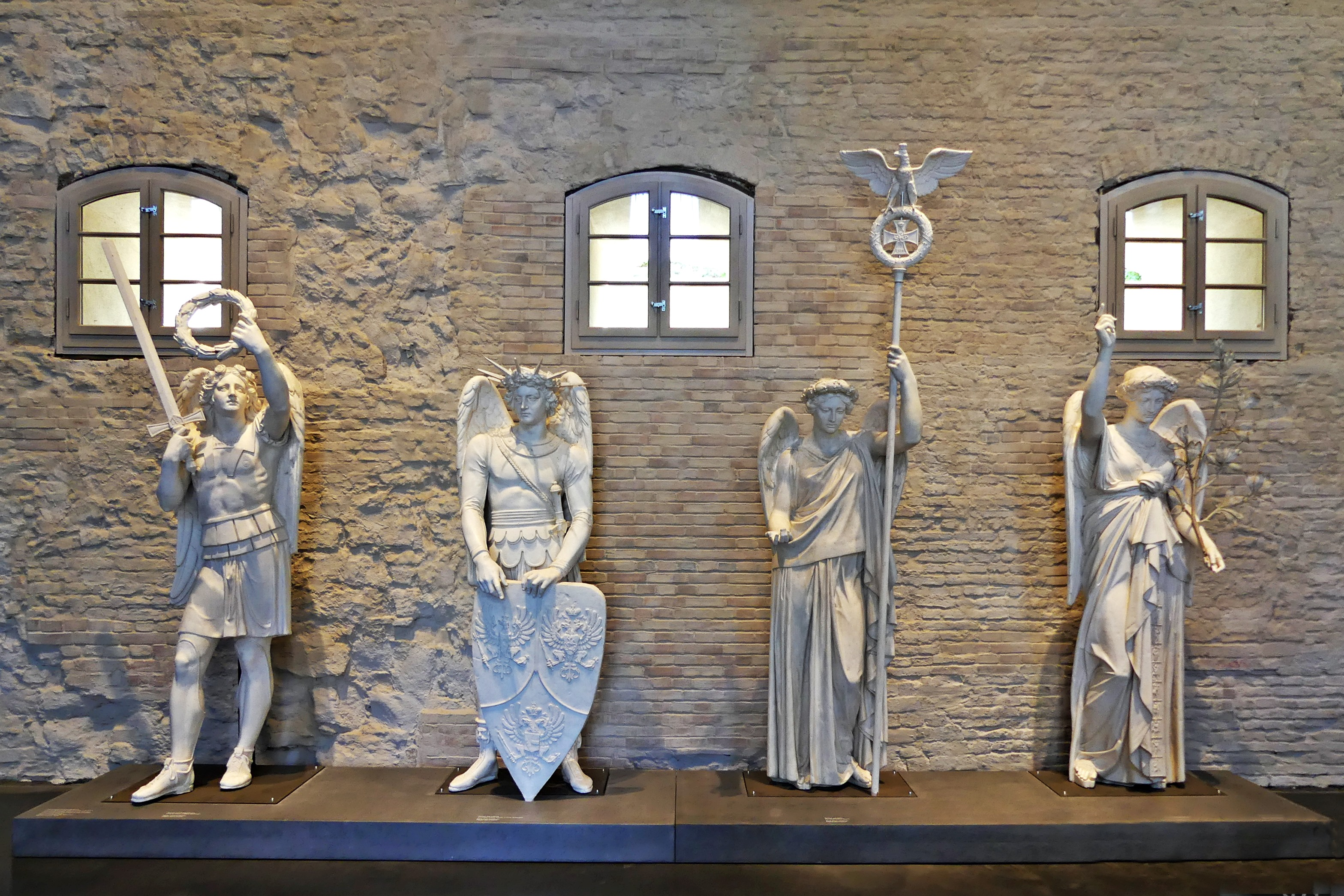
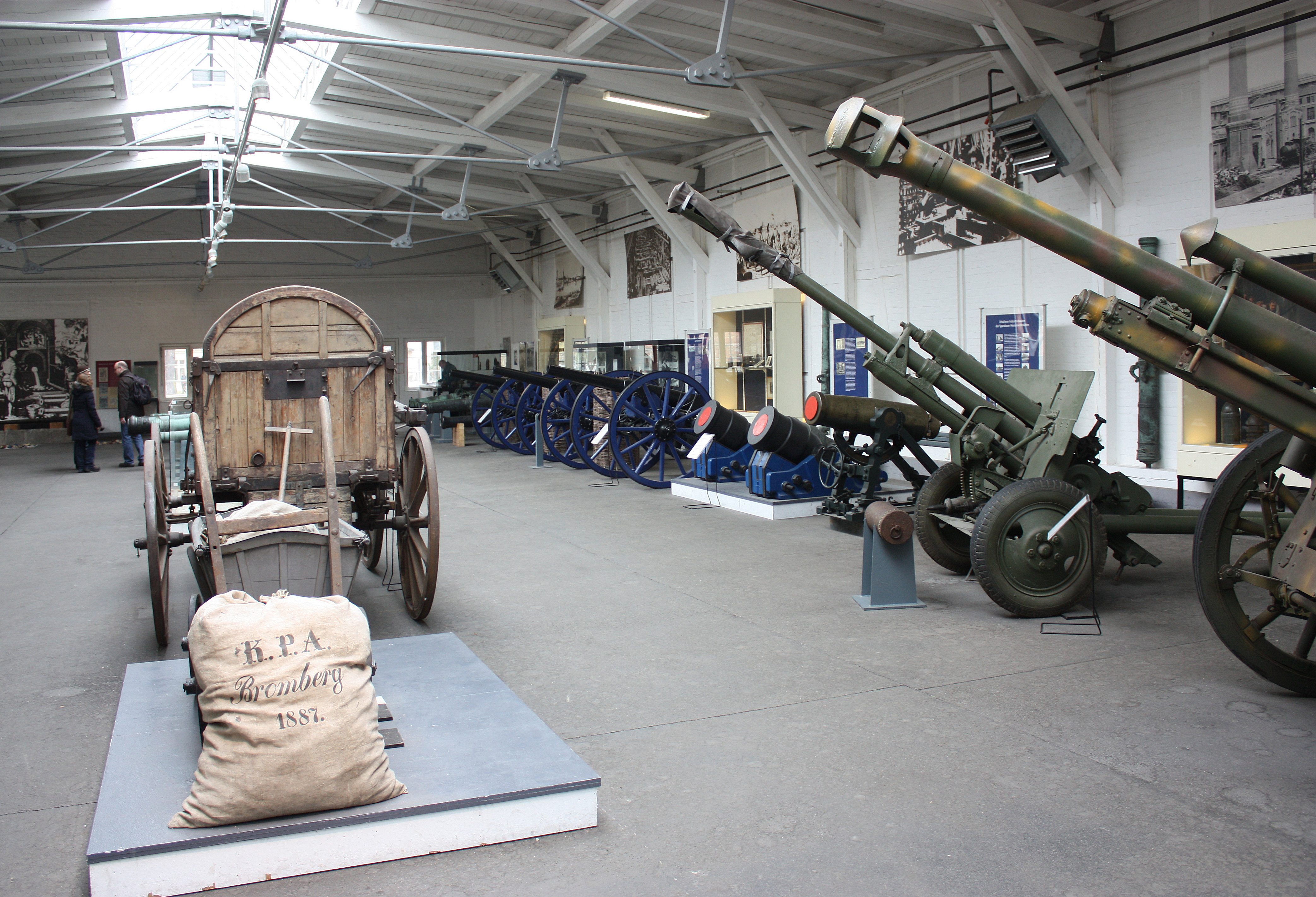